# Dioro-Folgou
Ne doit pas être confondu avec Dioro (Burkina Faso).
Dioro-Folgou est une commune rurale située dans le département de Thion de la province de la Gnagna dans la région de l'Est au Burkina Faso.

## Géographie
Dioro-Folgou est situé à 7 km au Nord de Thion, le chef-lieu du département.

## Santé et éducation
Le centre de soins le plus proche de Dioro-Folgou est le centre de santé et de promotion sociale (CSPS) de Thion.